# Empire (Louisiana)
Empire és una població dels Estats Units a l'estat de Louisiana. Segons el cens del 2000 tenia 2.211 habitants.

## Demografia
Segons el cens del 2000, Empire tenia 2.211 habitants. La densitat de població era de 160,5 habitants/km².
Per edats la població es repartia de la següent manera: un 29,5% tenia menys de 18 anys, un 10,1% entre 18 i 24, un 27,2% entre 25 i 44, un 22,6% de 45 a 60 i un 10,7% 65 anys o més.
L'edat mediana era de 34 anys. Per cada 100 dones de 18 o més anys hi havia 101,7 homes.
La renda mediana per habitatge era de 27.208 $ i la renda mediana per família de 35.035 $. Els homes tenien una renda mediana de 30.357 $ mentre que les dones 20.096 $. La renda per capita de la població era de 12.960 $. Entorn del 24,1% de les famílies i el 27,9% de la població estaven per davall del llindar de pobresa.

## Poblacions més properes
El següent diagrama mostra les poblacions més properes.